# حسن إبراهيم (دبلوماسي)
حسن انيس قاسم ابراهيم (مواليد 1928) هو هو سياسي ودبلوماسي أردني وسفير متقاعد. تدرج في العمل التعليمي والسياسي والدبلوماسي.

## المناصب
- من عام 1952 إلى عام 1953 كان مدرساً في مدارس الكويت.
- من عام 1953 إلى عام 1954 كان كاتبًا في وزارة الاقتصاد.
- من عام 1954 إلى عام 1955 كان كاتبًا رئيسيًا في وزارة المالية.
- من عام 1956 إلى عام 1959 كان موظفًا في لجنة الخدمة المدنية.
- من عام 1959 إلى عام 1961 كان السكرتير الأول في وزارة الخارجية.
- من عام 1961 إلى عام 1963 كان مستشاراً في وزارة الخارجية.
- من عام 1965 إلى عام 1968 كان وزيراً مفوضاً في القاهرة ( مصر ).
- من عام 1968 إلى عام 1969 كان سفيراً لدى مجلس الوحدة الاقتصادية العربية

### في وزارة الخارجية
- من عام 1969 إلى عام 1973 كان سفيراً في موسكو ( الاتحاد السوفيتي).
- في عام 1973 كان سفيراً ورئيساً للدائرة السياسية في وزارة الخارجية.
- من عام 1973 إلى عام 1976 كان أمينًا عامًا لوزارة الخارجية.
- وفي عام 1976 كان وزيراً للدولة للشؤون الخارجية ووزيراً لإعادة الإعمار والتنمية.
- في عام 1979 كان وزيراً للدولة.
- وفي عام 1980 أصبح وزيراً لشؤون الأراضي المحتلة.[2]